# Luka Guček
Luka Guček (Brežice, 29 gennaio 1999) è un calciatore sloveno, difensore del Maribor.

## Carriera
Cresciuto nei settori giovanili di Krško, Betis e Domžale, nel 2018 viene ceduto in prestito dai gialloblù al Dob, con cui inizia la carriera professionistica. Il 26 luglio 2019 si trasferisce a titolo definitivo al Radomlje, con cui resta fino al 2023, quando passa al Čornomorec'. Il 13 luglio 2024 firma un annuale con il Vorskla; il 18 luglio 2025 fa ritorno in Slovenia, venendo tesserato per una stagione dal Maribor.

## Statistiche

### Presenze e reti nei club
Statistiche aggiornate al 20 luglio 2025.
| Stagione           | Squadra            | Campionato         | Campionato | Campionato | Coppe nazionali | Coppe nazionali | Coppe nazionali | Coppe continentali | Coppe continentali | Coppe continentali | Altre coppe | Altre coppe | Altre coppe | Totale | Totale |
| Stagione           | Squadra            | Comp               | Pres       | Reti       | Comp            | Pres            | Reti            | Comp               | Pres               | Reti               | Comp        | Pres        | Reti        | Pres   | Reti   |
| ------------------ | ------------------ | ------------------ | ---------- | ---------- | --------------- | --------------- | --------------- | ------------------ | ------------------ | ------------------ | ----------- | ----------- | ----------- | ------ | ------ |
| 2018-2019          | Dob                | 2.SNL              | 29         | 2          | -               | -               | -               | -                  | -                  | -                  | -           | -           | -           | 29     | 2      |
| 2019-2020          | Radomlje           | 2.SNL              | 19         | 1          | CS              | 3               | 1               | -                  | -                  | -                  | -           | -           | -           | 22     | 2      |
| 2020-2021          | Radomlje           | 2.SNL              | 18         | 1          | CS              | 2               | 0               | -                  | -                  | -                  | -           | -           | -           | 20     | 1      |
| 2021-2022          | Radomlje           | 1.SNL              | 35         | 1          | CS              | 2               | 0               | -                  | -                  | -                  | -           | -           | -           | 37     | 1      |
| 2022-gen. 2023     | Radomlje           | 1.SNL              | 9          | 0          | CS              | 1               | 0               | -                  | -                  | -                  | -           | -           | -           | 10     | 0      |
| Totale Radomlje    | Totale Radomlje    | Totale Radomlje    | 81         | 3          |                 | 8               | 1               |                    | -                  | -                  |             | -           | -           | 89     | 4      |
| gen.-giu. 2023     | Čornomorec'        | PL                 | 10         | 0          | -               | -               | -               | -                  | -                  | -                  | -           | -           | -           | 10     | 0      |
| 2023-2024          | Čornomorec'        | PL                 | 22         | 0          | CU              | 3               | 0               | -                  | -                  | -                  | -           | -           | -           | 25     | 0      |
| Totale Čornomorec' | Totale Čornomorec' | Totale Čornomorec' | 32         | 0          |                 | 3               | 0               |                    | -                  | -                  |             | -           | -           | 35     | 0      |
| 2024-2025          | Vorskla            | PL                 | 17         | 0          | CU              | 1               | 0               | -                  | -                  | -                  | -           | -           | -           | 18     | 0      |
| 2025-2026          | Maribor            | 1.SNL              | 0          | 0          | CS              | 0               | 0               | UCoL               | 0                  | 0                  | -           | -           | -           | 0      | 0      |
| Totale carriera    | Totale carriera    | Totale carriera    | 159        | 5          |                 | 12              | 1               |                    | 0                  | 0                  |             | -           | -           | 171    | 6      |